# Ruda (Rakovníki járás)
Ruda település Csehországban, Rakovníki járásban. Ruda Lužná, Městečko, Pustověty, Lány, Nové Strašecí, Řevničov és Nový Dům településekkel határos. Lakosainak száma 816 fő (2024. január 1.).

## Népesség
A település lakosságának változását az alábbi diagram mutatja:
| Lakosok száma | 950  | 812  | 852  | 650  | 616  | 652  | 761  | 751  | 759  | 816  |
|               | 1869 | 1890 | 1921 | 1950 | 1980 | 2001 | 2017 | 2019 | 2022 | 2024 |